# Heather Graham Pozzessere
Heather Graham Pozzessere (Condado de Miami-Dade, 15 de março de 1953) é uma escritora norte-americana, que também escreve como Heather Graham e  com o pseudônimo Shannon Drake. Ela é uma escritora dos gêneros: romântico, suspense romântico, romance histórico, romance paranormal e gótico. Ela também experimentou outros gêneros, como horror e fantasia urbana.

## Biografia
Ela cresceu em Condado de Miami-Dade, Flórida. Ela se casou com Dennis Pozzessere logo após sua formatura do ensino médio. Após o colegial, ela se formou em artes Cênicas pela Universidade do Sul da Flórida. Ela passou vários anos depois disso trabalhando no teatro, cantando como backing vocal e garçonete. Ela escolheu ficar em casa e para preencher seu tempo, começou a escrever histórias de terror e romances. Após dois anos,em 1982, ela vendeu seu primeiro romance, "When Next We Love".
Ela e o marido têm cinco filhos.